# 1 + 1 + 1 + 1 + ...
У математици,  1 + 1 + 1 + 1 + · · ·, написано и као {\displaystyle \sum _{n=1}^{\infty }n^{0}}, {\displaystyle \sum _{n=1}^{\infty }1^{n}}, или једноставно {\displaystyle \sum _{n=1}^{\infty }1}, је дивергентни ред, што значи да низ парцијалних сума не конвергира до границе у реалним бројевима. Низ 1n може се посматрати као геометријски низ са заједничким односом 1. За разлику од других геометријских низова са рационалним односом (осим -1), не конвергира у реалне бројеве, ни у р–адске бројеве за неко p. У контексту проширене линије реалног броја
{\displaystyle \sum _{n=1}^{\infty }1=+\infty \,,}
јер се њен низ парцијалних сума повећава монотоно без граница.
Где се збир n0 јавља у физичким апликација, понекад може да се тумачи од зета функције регулисања. То је вредност на s = 0 Риманове зета функције.
{\displaystyle \zeta (s)=\sum _{n=1}^{\infty }{\frac {1}{n^{s}}}={\frac {1}{1-2^{1-s}}}\sum _{n=1}^{\infty }{\frac {(-1)^{n+1}}{n^{s}}}\,,}
Две горенаведене формуле не важе за нулу, међутим, како једна мора да користи аналитички наставак Риманове зета функције,
{\displaystyle \zeta (s)=2^{s}\pi ^{s-1}\ \sin \left({\frac {\pi s}{2}}\right)\ \Gamma (1-s)\ \zeta (1-s)\!,}
Користећи овај добија се (с обзиром да је {\displaystyle \Gamma (1)=1}),
{\displaystyle \zeta (0)={\frac {1}{\pi }}\lim _{s\rightarrow 0}\ \sin \left({\frac {\pi s}{2}}\right)\ \zeta (1-s)={\frac {1}{\pi }}\lim _{s\rightarrow 0}\ \left({\frac {\pi s}{2}}-{\frac {\pi ^{3}s^{3}}{48}}+...\right)\ \left(-{\frac {1}{s}}+...\right)=-{\frac {1}{2}}\!}
где експанзија снаге низа за ζ(s) око s = 1 прати јер ζ(s) има једноставан пол остатака једног тамо. У том смислу 1 + 1 + 1 + 1 + · · · = ζ(0) = −1⁄2.
Емилио Елизалде представља анегдоту о ставовима према редовима:
За кратак период мањи од једне године, два угледна физичара, А. Славнов и Ф. Јнудараин, су дала семинаре у Барселони, о различитим темама. Било је невероватно да се, у обе презентације, у једном тренутку говорник обратио следећим речима: "Као што сви знају, 1 + 1 + 1 + · · · = −1⁄2'. Имплицира можда: Ако не знате ово, нема сврхе да наставите да слушате.